# Котельников, Яков Георгиевич
Яков Георгиевич Котельников (10 декабря 1892 года,  в г. Краснослободск, Пензенская губерния — 14 октября 1941 года, погиб в районе деревни Панфилово (по другим данным в районе деревни Селиваново) (Смоленская область) — советский военный деятель, генерал-майор (4 июня 1940 года).

## Биография
Яков Георгиевич Котельников родился 10 декабря 1892 года в городе Краснослободск Пензенской губернии.В 1909 г. окончил в г. Краснослободск четырехклассное городское училище.

## Военная служба

### Первая мировая и гражданская войны
В Русской императорской армии с июля 1914 по июль 1918 года.
С началом Первой мировой войны в июле 1914 г. был мобилизован на военную службу и направлен в 536-ю пешую Пензенскую дружину, с которой убыл в Закавказье в г. Нахичевань. 
В 1915 году окончил Тифлисскую школу прапорщиков.
В мае 1916 г. переведен в 218-й запасной пехотный полк в Тифлисе, откуда в июле командирован в Тифлисскую школу прапорщиков. 14 ноября окончил ее и назначен младшим офицером в 601-ю пешую Тобольскую дружину, находившуюся на охране русско-персидской границы на участке Араздаян-Ордубад. 
В 1917 г. избирался членом ротного и дружинного комитетов. После расформирования дружины в марте 1918 г. был прикомандирован к штабу Кавказского ВО, где временно исполнял должность помощника старшего адъютанта отделения пополнения пехоты. В июле округ был расформирован, а Я. Г. Котельников уволен в запас. Последний чин - подпоручик.
В Гражданскую войну 18 сентября 1918 г. он призван в РККА и назначен в 24-ю Симбирскую железную стрелковую дивизию полковым адъютантом 213-го стрелкового полка. С ноября 1920 г. в той же дивизии исполнял должность помощника начальника штаба 71-й стрелковой бригады, с июня 1921 г. - младшего и старшего помощник начальника штаба дивизии, с сентября - начальника штаба 71-й стрелковой бригады. 
Воевал с дивизией на Восточном фронте против войск адмирала А. В. Колчака (под Симбирском, Самарой, Сызранью, Бузулуком, Оренбургом, Орском, Белебеем, Бугурусланом, на р. Белая и под Верхнеуральском), зимой и весной 1920 г. сражался на Юго-Восточном фронте с войсками генерала А. И. Деникина (в 9-й армии), летом и осенью участвовал в боях с белополяками на Западном фронте (в районах Мозырь, Овруч, Луцк, на р. Буг, под г. Дубно и Изяслав). 
В конце 1920 - первой половине 1921 г. боролся с петлюровцами, бандами Тютюнника, Хмары, Заболотного, Лыхо и других в Подольской и Одесской губерниях, а также выполнял задачи по охране на румынской границе. После войны продолжал службу в 24-й Самаро-Симбирской железной стрелковой дивизии начальником штаба 71-го и 70-го стрелковых полков

### Межвоенное время
С декабря 1928 по август 1929 г прошел обучение на курсах «Выстрел». После возвращения в дивизию временно командовал 70-м Черкасским стрелковым полком.
В январе 1931 г. переведен в 17-ю Горьковскую стрелковую дивизию МВО командиром 51-го стрелкового полка. 
В июне 1938 г. назначен помощником командира 19-й стрелковой дивизии ОрВО, с октября по февраль 1939 г. временно командовал этой дивизией. 
С 19 августа 1939 г. полковник Я. Г. Котельников вступил в командование 120-й стрелковой дивизией, а в феврале 1940 г. переведен на должность командира 34-й запасной стрелковой бригады. 
Одновременно с 15 мая по 12 ноября исполнял должность коменданта г. Воронеж. 
10 февраля 1941 назначен командиром 19-й стрелковой дивизии.

### Великая Отечественная война
С началом Великой Отечественной войны дивизия с 25 июня 1941 г. вошла в 30-й стрелковый корпус ОрВО, а в начале июля передана в 28-ю армию резерва Ставки ГК.
Затем перешла в 24-ю армию Фронта резервных армий и участвовала в Смоленском сражении на ельнинском направлении. 
1 августа генерал-майор Я. Г. Котельников был отстранен от командования (с формулировкой «за бездеятельность и невыполнение боевых приказов» ) и арестован органами НКВД. В конце сентября освобожден, однако в дивизию не прибыл и находился при штабе 24-й армии. В начале октября в ходе начавшейся Вяземской оборонительной операции ее войска вынуждены были вести тяжелые бои в окружении.
7 октября Я. Г. Котельников принял командование отрядом и организовал оборону населенного пункта Семлево для обеспечения выхода войск, двигавшихся из Дорогобужа и Подмошья через Семлево на Вязьму. Затем в течение нескольких дней с этим же отрядом вел тяжелые бои в районе Панфилово, обеспечивая отход войск 24-й армии. После этого пытался прорвать кольцо окружения и выйти к своим.
«После тяжелых боев 7- 8 октября — 9 октября в район Панфилово и южнее, стали выходить часть 24 — й армии, которые вели бои по 14 октября. … В районе Панфилово прорыв войск, состоящих главным образом из артиллерии и обозов, организовал генерал — майор Котельников. Его целью было — вывести артиллерию, которой здесь скопилось большое количество. Было предпринято семь атак, часть артиллерии и пехоты прорвались и ушли из окружения, но большая часть осталась, в силу недисциплинированности многих командиров, стремящихся прорваться самостоятельно, а также еще и потому, что отсутствовали снаряды и горючее для тракторов. Котельников Яков Георгиевич был убит в лесу, у Панфилово … Начальник штаба генерал-майор Кондратьев А. К. вышел из окружения.»
В последней атаке 14 октября генерал-майор Я. Г. Котельников погиб, но считался пропавшим без вести.

### Нахождение останков и перезахоронение
в 2018 году Поисковой экспедицией движения «Курган» обнаружили в Смоленской области в районе д.Красное Трошино останки в мундире с генеральскими шевронами.Также были обнаружены нарукавная звезда, пуговицы и крепежная колодка от медали, без самой медали. После очистки находок выяснилось, что знаки различия и пуговицы с гербом СССР принадлежали военнослужащему в звании генерала.
Для опознания была проведена работа в архивах, в ходе которой возникло предположение,что  шеврон принадлежал Якову Котельникову. 
Подтвердила догадку генетическая экспертиза. Поисковики разыскали потомков генерала, и сравнение ДНК позволило точно назвать имя погибшего. Личные вещи генерала Котельникова передали его внучке.
18 сентября 2018 года останки генерала Котельникова были перезахоронены на мемориале "Богородицком поле" в селе Богородицкое Вяземском районе Смоленской области.

## Воинские звания
- Полковник (22.12.1935)
- Комбриг (04.11.1939)
- Генерал-майор (4 июня 1940 года). (Постановление СНК СССР от 04.06.1940 № 945)

## Награды
- Орден Отечественной войны 1-й степени (6.05.1965, посмертно);
- Юбилейная медаль «XX лет Рабоче-Крестьянской Красной Армии»